# Dieta del gruppo sanguigno
La dieta del gruppo sanguigno (o dei gruppi sanguigni) è un regime alimentare pseudoscientifico ideato nel 1957 dal naturopata statunitense James D'Adamo, in seguito sviluppato dal figlio Peter J. D'Adamo che la promosse nel 1996 nel suo libro L'alimentazione su misura (titolo originale: Eat Right 4 Your Type).
D'Adamo sostiene, senza riscontro scientifico, che i diversi antigeni presenti sui globuli rossi sarebbero retaggio dell’evoluzione umana, rappresentando una diversa capacità di digerire i vari alimenti: in base a tale assunto propone diete diverse per i gruppi sanguigni A, B, AB, 0.

## Storia
Nel 1996, Peter J. D'Adamo pubblicò Eat Right 4 Your Type, il libro più venduto che ha promosso la dieta del gruppo sanguigno nella cultura popolare.
Peter è figlio di un altro famoso naturopata, James D'Adamo, che per primo aveva postulato l'idea che una dieta basata sul gruppo sanguigno potesse avere benefici per la salute; il padre prescriveva diete vegetariane a basso contenuto di grassi a tutti i suoi pazienti, osservando che mentre alcuni sembravano mostrare un miglioramento della salute, altri peggioravano ed altri non avevano alcuna variazione.
D'Adamo si mostra con un'immagine scientifica, presentandosi come naturopata e descrivendosi «ricercatore-educatore, Ivesiano, orologiaio dilettante, sviluppatore di software in erba e appassionato di raffreddamento ad aria»; si era formato alla Bastyr University, una scuola di medicina alternativa oggetto di continue critiche per la promozione di teorie prive di fondamento scientifico. Il figlio teorizzò quindi che i diversi gruppi sanguigni non fossero in grado di metabolizzare ugualmente alcune lectine, e quindi esse potessero causare emoagglutinazione.

## Teorie e caratteristiche
All'interno del suo libro, D'Adamo cita biochimici e glicobiologi che hanno fatto studi sui gruppi sanguigni, cercando di dare in questo modo una giustificazione scientifica delle sue tesi personali.
Le teorie caratteristiche di ogni gruppo sanguigno si baserebbero sulla distribuzione territoriale e storica dei diversi gruppi:
- Il gruppo 0 sarebbe il gruppo originario dell'umanità, e rimasto l'unico gruppo almeno fino a quando tutto il globo è divenuto popolato.
- Il gruppo A sarebbe originato da una mutazione avvenuta nel momento e nel luogo ove l'uomo si è sedentarizzato divenendo agricoltore (mezzaluna fertile).
- Il gruppo B sarebbe originato da una mutazione avvenuta nelle aree dove l'agricoltura era limitata dalle condizioni ambientali (Tibet, Siberia) e quindi dove l'uomo divenne allevatore.
- Il gruppo AB, ancor oggi molto raro, deriverebbe da una mutazione recentissima (solo 1000 anni fa) derivata dall'incrocio genetico tra i gruppi A e B.

Le conclusioni che questa dieta trae sono che il gruppo 0 è rimasto cacciatore-raccoglitore, il gruppo A è divenuto agricoltore, il gruppo B allevatore, ed il gruppo AB agricoltore e allevatore, ed è sulla base di queste attitudini che si basa tale regime dietetico, il cui scopo non è il dimagrimento in sé, ma la cura delle patologie metaboliche. Pertanto sarebbero appropriati il consumo di carne (ma non di cereali) per il gruppo 0, di vegetali per il gruppo A, di latte e derivati per il gruppo B, mentre le persone di gruppo AB potrebbero scegliere una dieta intermedia tra quelle degli altri gruppi.

## Pseudoscientificità
Il consenso presente tra dietisti, medici e scienziati in generale, è che la teoria non è supportata da alcuna evidenza clinica o scientifica.
La differenziazione dei gruppi sanguigni in base al sistema AB0 è infatti una caratteristica di molti vertebrati, il che smentisce completamente l'ipotesi per la quale tale differenziazione sia in qualche modo correlata alla storia evolutiva recente del genere umano. Le affermazioni fatte dai sostenitori delle diete del gruppo sanguigno si basano sulla teoria che il gruppo 0 sia stato il primo gruppo sanguigno umano, ma analisi filogenetiche degli alleli AB0 umani e non umani mostrano che il gene A è stato il primo ad evolversi e lo 0 non è il gruppo ancestrale.
Alcuni studi scientifici rilevano benefici dal seguire questi regimi alimentari, quali la riduzione della trigliceridemia, della pressione diastolica, del BMI e della circonferenza in vita, ma indipendentemente dal tipo di dieta di gruppo che si è scelto di seguire, in quanto sono semplicemente stili alimentari corretti e sani.
Eliminare intere classi di alimenti può però portare anche a malnutrizione.